# Chayahuita
El chayahuita és una llengua amazònica de la família de les llengües cahuapanes en perill d'extinció parlada per 14.000 chayahuites a la conca amazònica del nord del centre del Perú. Parlada als marges dels rius Paranapura, Cahuapanas, Sillay i Shanusi, també es coneix com Chayawita, Shawi, Chawi, Tshaahui, Chayhuita, Chayabita, Shayabit, Balsapuertino, Paranapura i Cahuapa. Hi ha una taxa d’alfabetització de l’1 al 5%, en comparació amb el 5-15% del castellà, i un diccionari des del 1978. Els parlants de jebero no poden entendre'l, tot i que hi ha una certa superposició en el vocabulari, especialment en termes quítxua.

## Fonologia
Hi ha 4 vocals: /a, i, ɨ, u/.
|            | Bilabial | Alveolar | Postalveolar | Palatal | Velar | Glotal |
| ---------- | -------- | -------- | ------------ | ------- | ----- | ------ |
| Oclusiva   | p        | t        |              |         | k     | ʔ      |
| Africada   |          |          | t͡ʃ           |         |       |        |
| Fricativa  | β        | s        | ʃ            |         |       | h      |
| Nasal      | m        | n        |              |         |       |        |
| Aproximant |          |          |              | j       | w     |        |
| Bategant   |          | ɾ        |              |         |       |        |

## Vocabulari
Selecció de noms animals en chayahuita segons Rojas-Berscia (2019):
| Nom científic              | Shawi      |
| -------------------------- | ---------- |
| Didelphis marsupialis      | anashi     |
| Cuniculus paca             | ipi'       |
| Sciurus spadiceus          | pu'shi     |
| Coendou bicolor            | sese       |
| Rattus norvegicus          | shumi      |
| Dasyprocta punctata        | ite'       |
| Hydrochoerus hydrochaeris  | tucusu'    |
| Saguinus fuscicollis       | ishi'      |
| Sarcoramphus papa          | tame       |
| Metynnis argenteus         | shite'     |
| Prochilodus nigricans      | wanki      |
| Pseudorinelepis genibarbis | warate'    |
| Hoplias malabaricus        | a'nanan    |
| Pecari tajacu              | kiraman    |
| Panthera onca              | ni'ni'     |
| Tapirus terrestris         | pawara     |
| Pteronura brasiliensis     | ini'       |
| Potos flavus               | kuwasha'   |
| Alouatta seniculus         | nu'nu'     |
| Oreonax flavicauda         | sura'      |
| Saimiri sciureus           | isen       |
| Cacajao calvus             | tekerenan  |
| Aotus miconax              | kuwi       |
| Ateles belzebuth           | tu'ya      |
| Inia geoffrensis           | sapana'    |
| Lachesis muta              | na'shi     |
| Bothrops atrox             | tayuwan    |
| Boa constrictor            | kupiwan    |
| Crax globulosa             | i'sa       |
| Lonomia obliqua            | tiwintata' |